# Легенда за върха
„Легенда за върха“ е български телевизионен игрален филм (драма, исторически, легенда) от 1975 година по сценарий на Георги Стойчев и режисура на Орфей Цоков. Оператор е Георги Русинов. Музиката е на Ангел Михайлов, а художник Мони Аладжемов. .
Екранизация по разказа „Легенда за Али Ботуш“ на Павел Спасов.

## Сюжет
Отразява епизод от борбата срещу османския поробител и побеждаващата любов към отечеството и любимата.

## Състав

### Актьорски състав
| Роля                               | Изпълнител            |
| ---------------------------------- | --------------------- |
| Илия (Ильо Страшника), хайдутин    | Антон Горчев          |
| Мария                              | Ани Спасова           |
| Селим паша                         | н. а. Георги Черкелов |
| майката на Мария                   | н. а. Елена Стефанова |
| селски първенец                    | н. а. Димитър Панов   |
| хайдутин                           | Джоко Росич           |
| хайдутин                           | Богомил Атанасов      |
| селски първенец                    | Никола Тодев          |
| селянин                            | Никола Дачев          |
| Джемал хан, помощник на управителя | Лъчезар Стоянов       |
| Риза бег, управител на вилаета     | Михаил Михайлов       |
| жена от църквата 1                 | Кунка Баева           |
| жена от църквата 2                 | Милка Попантонова     |
| жена от църквата 3                 | Стела Арнаудова       |
| селски първенец                    | Димитър Милушев       |
|                                    | Станко Станков        |
|                                    | Невена Мечкарова      |
|                                    | Веселин Савов         |
|                                    | Иван Зоин             |
| турчин                             | Божидар Лечев         |
|                                    | Георги Широков        |
|                                    | Йордан Таралежков     |
|                                    | Райна Атанасова       |

и други...